# Tzistarakis-Moschee

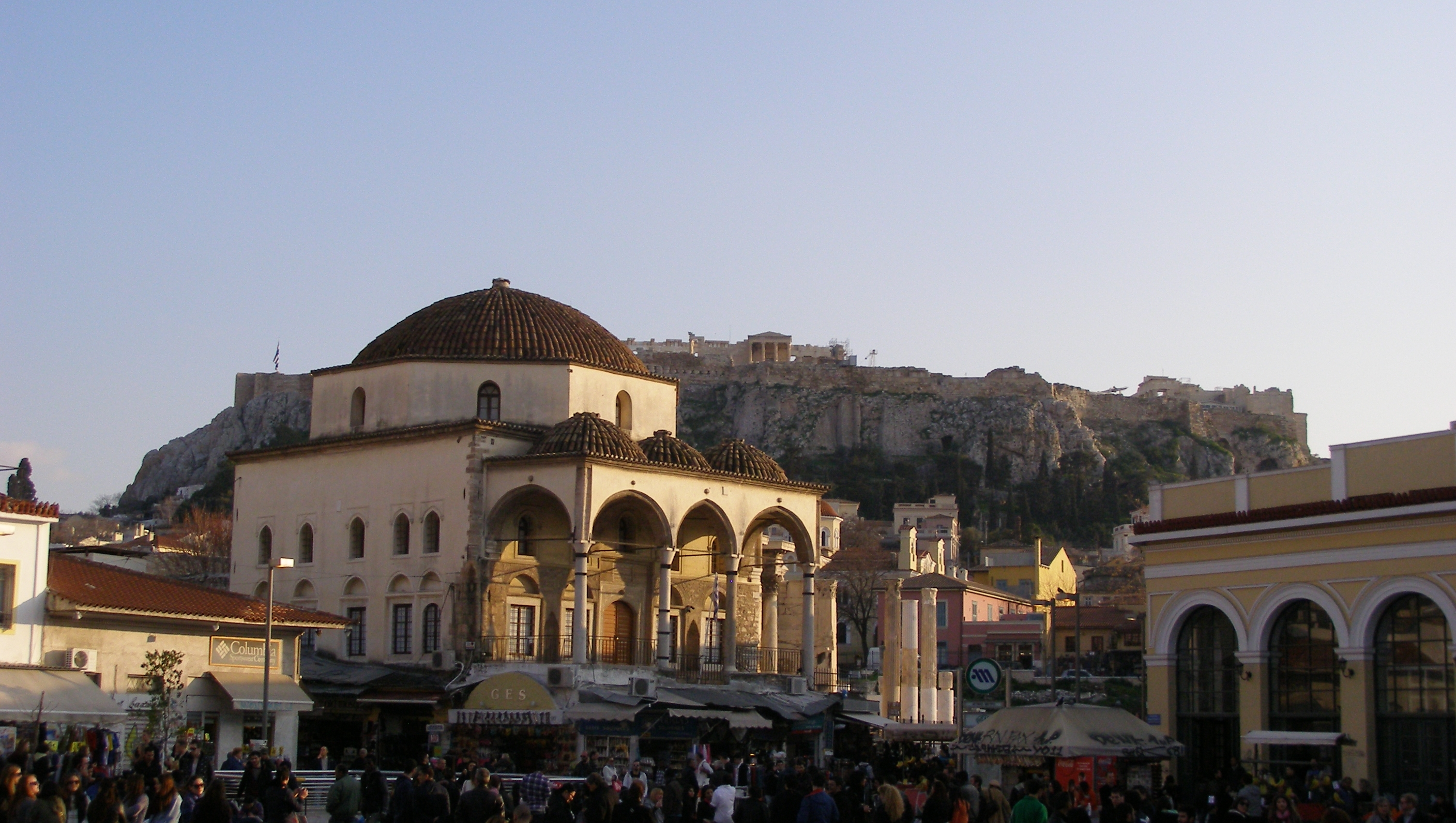
Tzistarakis-Moschee

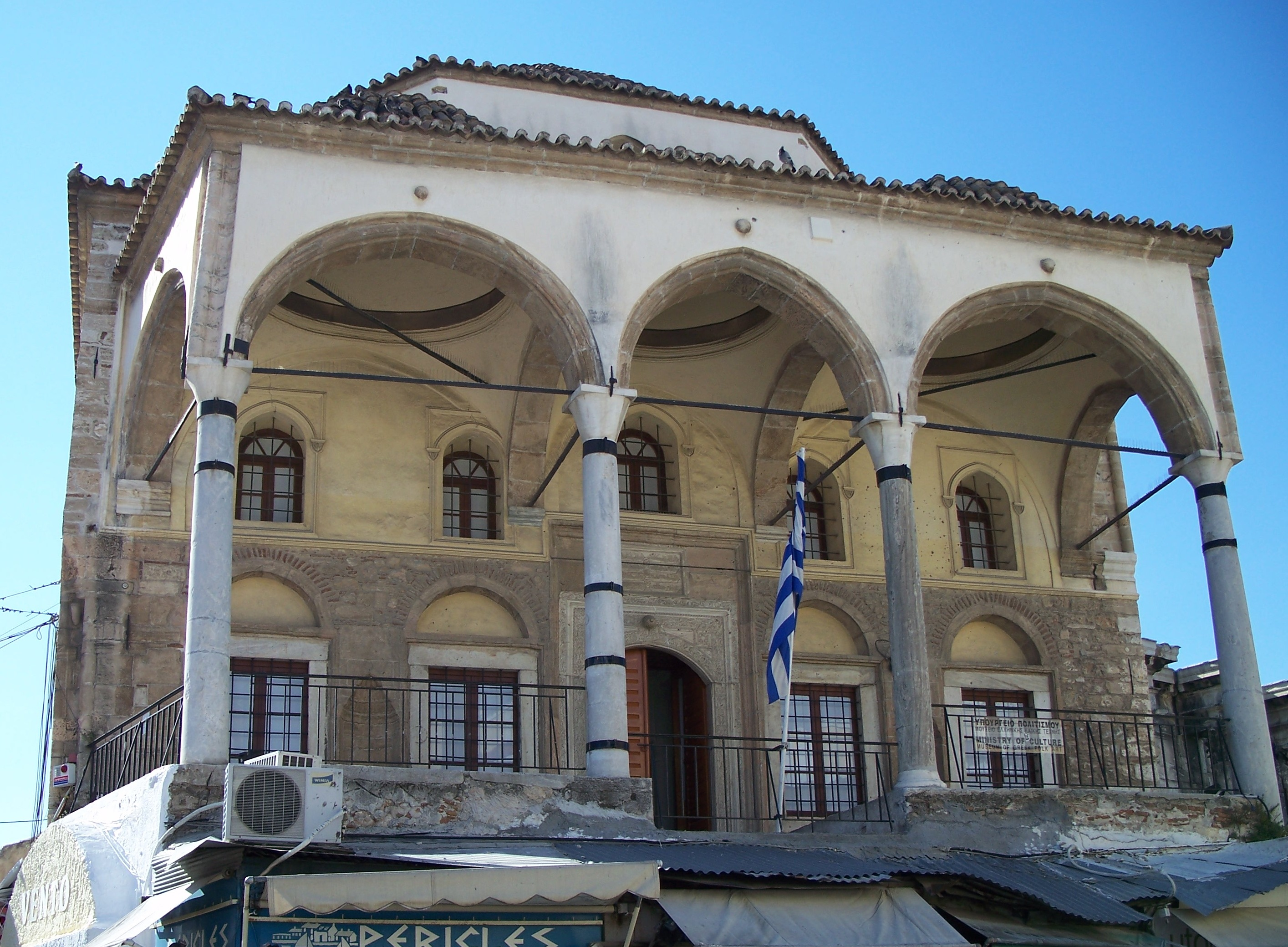
Nahansicht

Die Tzistarakis-Moschee (griechisch Τζαμί Τζισταράκη, türkisch Cizderiye Câmii) ist eine 1759 erbaute osmanische Moschee in der Monastiraki-Straße im Zentrum von Athen. Sie wird als Außenstelle des Museums für Griechische Volkskunst (Μουσείο Ελληνικής Λαϊκής Τέχνης) genutzt.

## Geschichte
Die Moschee wurde 1759 vom osmanischen Gouverneur Athens, Moustapha Agha Tzistarakis, erbaut. Nach der Überlieferung verwendete Tzistarakis eine der Säulen des Olympieions, um Kalk für den Bau herzustellen, was zu seiner Entlassung führte, da die Türken darin ein Sakrileg sahen, das rachsüchtige Geister auf die Stadt beschwören würde – was durch den Ausbruch der Pest im selben Jahres scheinbar bestätigt wurde. Wahrscheinlicher ist allerdings, dass Tzistarakis eine Säule der nahegelegenen Hadriansbibliothek verwendete.
Die Moschee war wegen ihrer Nähe zur Antiken Agora von Athen auch als die Moschee der Niederbrunnen (Τζαμί του Κάτω Σιντριβανιού) oder die Moschee des Untermarkts (Τζαμί του Κάτω Παζαριού) bekannt. Während der Griechischen Revolution nutzten die Stadtältesten das Gebäude als Versammlungshalle. Nach der Unabhängigkeit Griechenlands wurde das Gebäude auf verschiedene Weise genutzt: so war es die Stätte eines Balls zu Ehren König Ottos von Griechenland im März 1834. Es diente des Weiteren als Kaserne, Gefängnis und Lager.
Im Jahre 1915 wurde das Gebäude unter der Leitung des Architekten Anastasios Orlandos wiederaufgebaut und von 1918 an bis 1973 als Museum für Griechisches Handwerk genutzt. Im Jahre 1923 wurde es in Nationalmuseum für Dekorative Künste umbenannt. 1966 wurde es vorläufig renoviert, um einen Gebetsplatz für den abgesetzten König Saud von Saudi-Arabien in der Stadt zu schaffen.
Im Jahre 1973 zog der Hauptteil des Museums für Griechische Volkskunst an die Kydathinaion-Straße 17, wobei die Moschee zu einer Außenstelle wurde. Die Keramiksammlung V. Kyriazopoulos verblieb bis heute in der Moschee. Im Jahre 1981 wurde das Gebäude durch ein Erdbeben beschädigt und 1991 der Öffentlichkeit wieder zugänglich gemacht.

## Bau
Die Moschee hat einen quadratischen Grundriss und zwei Stockwerke. Das untere Stockwerk auf dem Niveau des Platzes beherbergt Läden, das obere Stockwerk ist der eigentliche Gebetsraum. Dieser ist mit einer Kuppel auf einem achteckigen Tambour gewölbt. Zwei Reihen von Fenstern an den Seitenwänden und kleinere runde Fenster an der Basis der Kuppel liefern Licht für den Gebetsraum. Der Mihrab befindet sich in der Mitte der Ostwand mit einer Muqarnas-Halbkuppel als Abschluss. Der Eingang zum Gebetsraum befindet sich in der Westwand, über der Tür befindet sich Außen die Gründungsinschrift. Auf der Westseite der Moschee ist ein Portikus mit drei Bögen und drei Kuppeln vorgelagert. Das Minarett, dass sich an der Südwestecke der Moschee befand, wurde zwischen 1839 und 1843 abgerissen.